# Jean Guichet

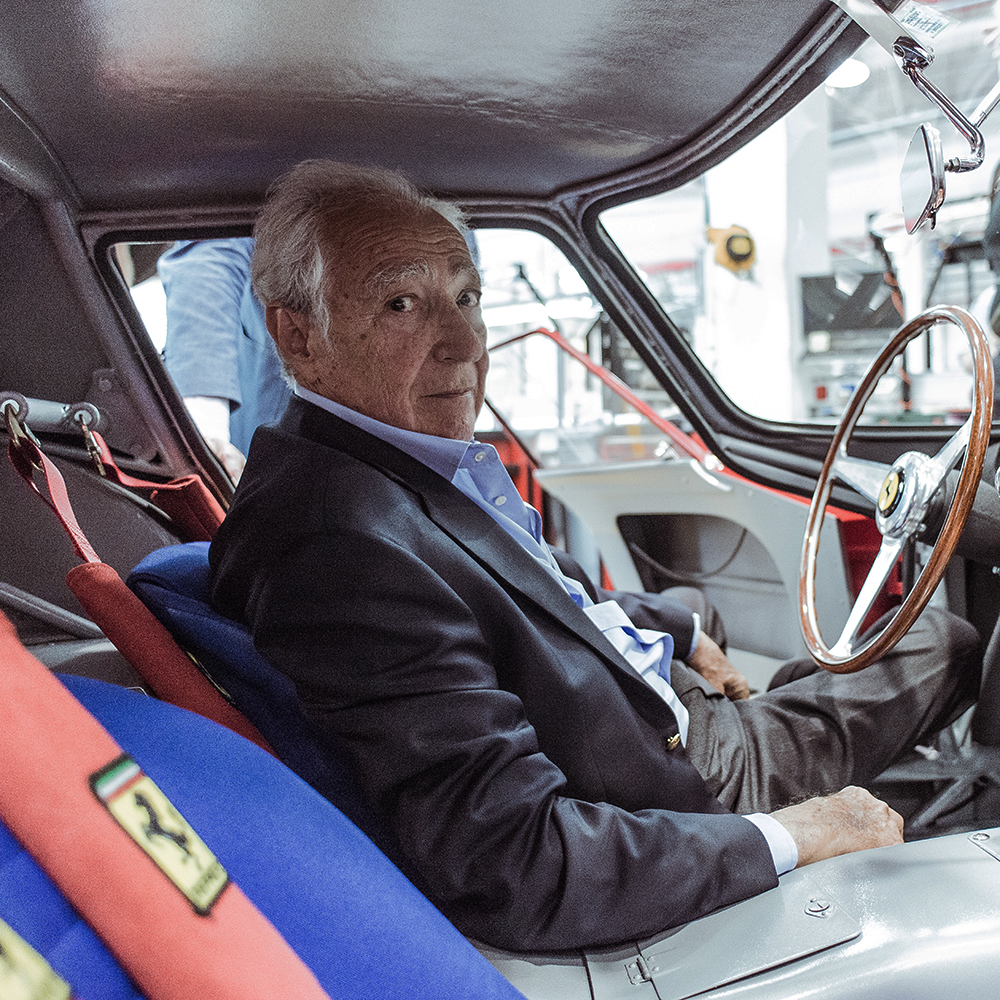
Jean Guichet 2020

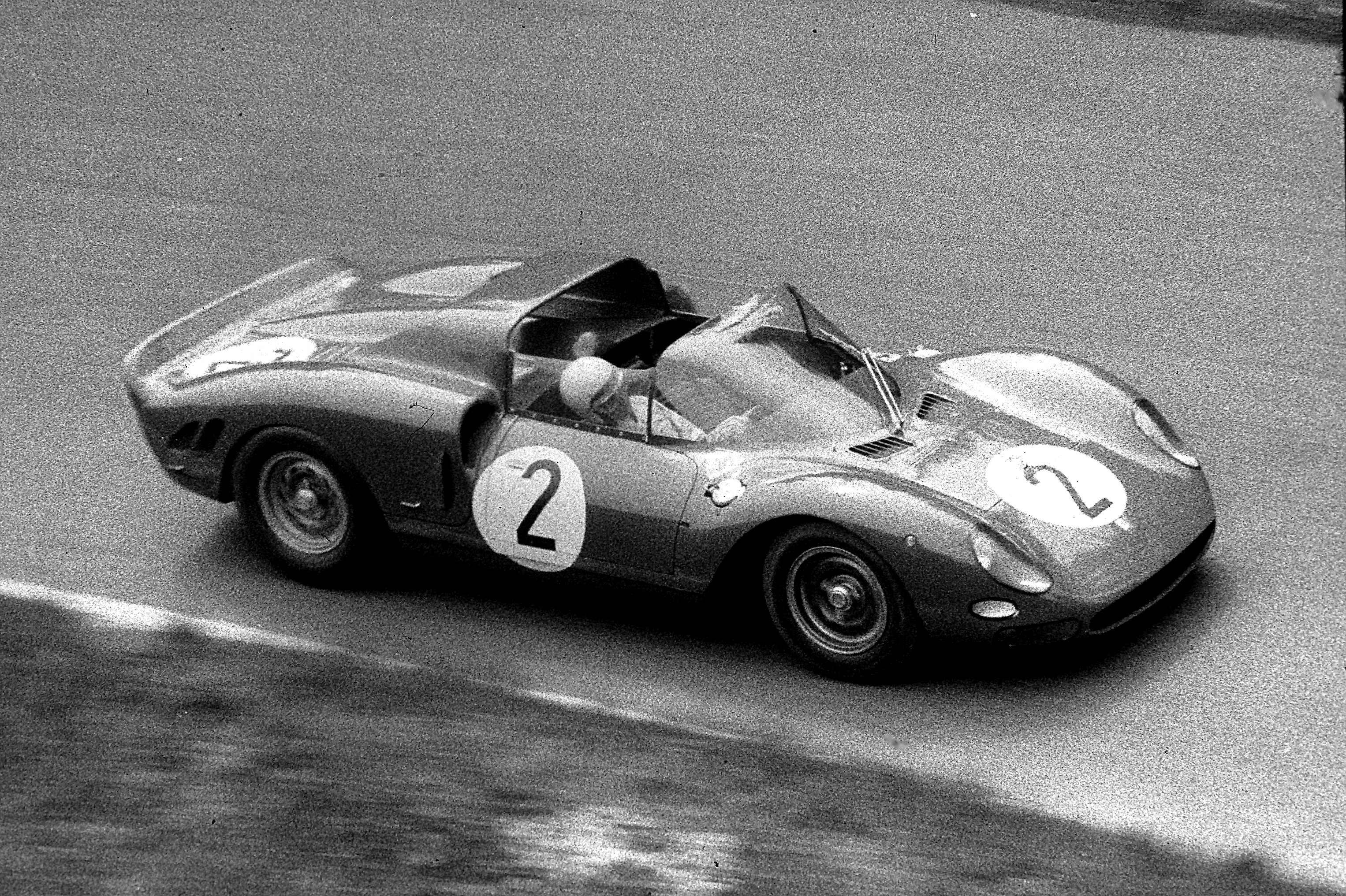
Jean Guichet im Ferrari 275P2 beim 1000-km-Rennen auf dem Nürburgring 1965 im Streckenabschnitt Hatzenbach

Jean Guichet (* 10. August 1927 in Marseille) ist ein ehemaliger französischer Automobilrennfahrer und Sieger der 24 Stunden von Le Mans 1964.

## Karriere
Jean Guichet wuchs in Südfrankreich auf. Sein Vater war in Marseille ein bekannter Arzt und der junge Guichet gründete in den 1950er-Jahren einen Zulieferbetrieb für die Schifffahrtindustrie. 1956 startete er mit einem Ferrari 500 Mondial bei einem Bergrennen in Serrières-Annonay erstmals als Autorennfahrer. Während seiner gesamten Karriere fuhr er fast ausschließlich Rennen mit Fahrzeugen der italienischen Marke. In den 1960er-Jahren war er Werksfahrer der Scuderia Ferrari in der Sportwagen-Weltmeisterschaft.
Seinen größten Erfolg feierte Guichet 1964 beim 24-Stunden-Rennen von Le Mans, das er gemeinsam mit Nino Vaccarella auf einem Ferrari 275P gewann. Guichet war bei allen großen Sportwagenrennen seiner Epoche am Start.
Beim 1000-km-Rennen auf dem Nürburgring belegte er 1963 mit Pierre Noblet sowie 1964 und 1965 mit Mike Parkes als Partner jeweils Platz zwei. 1965 fuhren Parkes/Guichet im Ferrari 275P2 die 44 Runden in 6:53:50,2 Stunden und kamen 44,8 Sekunden hinter den Siegern John Surtees/Ludovico Scarfiotti im stärkeren Ferrari 330P2 ins Ziel.
1970 sollte er mit dem Ferrari 512S noch einmal in Le Mans an den Start gehen, aber ein schwerer Testunfall unterband dieses Vorhaben. Dem damals 43-Jährigen wurden die Prototypen zu schnell und er beendete seine Karriere. 1975 kehrte er für ein Rennen zurück und fuhr in Le Mans einen 3-Liter-BMW. Guichet, der ein enger Freund des Belgiers Pierre Noblet ist (wie Guichet ein vielfacher Le-Mans-Starter), ist der Marke Ferrari noch eng verbunden.

## Statistik

### Le-Mans-Ergebnisse
| Jahr | Team                           | Fahrzeug                      | Teamkollege           | Teamkollege | Platzierung            | Ausfallgrund     |
| ---- | ------------------------------ | ----------------------------- | --------------------- | ----------- | ---------------------- | ---------------- |
| 1956 | Automobiles Gordini            | Gordini T15S                  | Robert Manzon         |             | Ausfall                | kein Öldruck     |
| 1957 | Equipe Gordini                 | Gordini T24S                  | André Guelfi          |             | Ausfall                | Motorschaden     |
| 1960 | Abarth & Cie                   | Fiat-Abarth 850S Bialbero     | Paul Condrillier      |             | Ausfall                | Kupplungsschaden |
| 1961 | Pierre Noblet                  | Ferrari 250 GT Berlinetta SWB | Pierre Noblet         |             | Rang 3 und Klassensieg |                  |
| 1962 | Pierre Noblet                  | Ferrari 250 GTO               | Pierre Noblet         |             | Rang 2 und Klassensieg |                  |
| 1963 | Pierre Noblet                  | Ferrari 330LMB                | Pierre Noblet         |             | Ausfall                | Motorschaden     |
| 1964 | SpA Ferrari SEFAC              | Ferrari 275P                  | Nino Vaccarella       |             | Gesamtsieg             |                  |
| 1965 | SpA Ferrari SEFAC              | Ferrari 330P2                 | Mike Parkes           |             | Ausfall                | Getriebeschaden  |
| 1966 | SpA Ferrari SEFAC              | Ferrari 330P3                 | Lorenzo Bandini       |             | Ausfall                | Motorschaden     |
| 1967 | Scuderia Filipinetti           | Ferrari 412P                  | Herbert Müller        |             | Ausfall                | Kolbenschaden    |
| 1968 | Société des Automobiles Alpine | Alpine A220                   | Jean-Pierre Jabouille |             | Ausfall                | Elektrik         |
| 1969 | Equipe Matra Elf               | Matra MS630                   | Nino Vaccarella       |             | Rang 5                 |                  |
| 1975 | Hervé Poulain                  | BMW 3.0 CSL                   | Hervé Poulain         | Sam Posey   | Ausfall                | Gleichlaufgelenk |

### Sebring-Ergebnisse
| Jahr | Team               | Fahrzeug           | Teamkollege       | Platzierung             | Ausfallgrund    |
| ---- | ------------------ | ------------------ | ----------------- | ----------------------- | --------------- |
| 1962 | Abarth Corse       | Fiat-Abarth 850S   | Alfonso Thiele    | Rang 10 und Klassensieg |                 |
| 1964 | S.E.F.A.C. Ferrari | Ferrari 250 GTO/64 | Carlo-Maria Abate | disqualifiziert         |                 |
| 1967 | Scuderia Ambroeus  | Ferrari Dino 206S  | Pedro Rodríguez   | Ausfall                 | Motor überhitzt |

### Einzelergebnisse in der Sportwagen-Weltmeisterschaft
| Saison | Team                                                                                     | Rennwagen                                                                            | 1   | 2   | 3   | 4   | 5   | 6   | 7   | 8   | 9   | 10  | 11  | 12  | 13  | 14  | 15  | 16  | 17  | 18  | 19  | 20  | 21  | 22  |
| ------ | ---------------------------------------------------------------------------------------- | ------------------------------------------------------------------------------------ | --- | --- | --- | --- | --- | --- | --- | --- | --- | --- | --- | --- | --- | --- | --- | --- | --- | --- | --- | --- | --- | --- |
| 1957   | Gordini                                                                                  | Ferrari 500 Mondial Gordini T24S                                                     | BUA | SEB | MIM | NÜR | LEM | KRI | CAR |     |     |     |     |     |     |     |     |     |     |     |     |     |     |     |
| 1957   | Gordini                                                                                  | Ferrari 500 Mondial Gordini T24S                                                     |     |     | 13  |     | DNF |     |     |     |     |     |     |     |     |     |     |     |     |     |     |     |     |     |
| 1960   | Abarth                                                                                   | Fiat-Abarth 850                                                                      | BUA | SEB | TAR | NÜR | LEM |     |     |     |     |     |     |     |     |     |     |     |     |     |     |     |     |     |
| 1960   | Abarth                                                                                   | Fiat-Abarth 850                                                                      |     | DNF |     |     |     |     |     |     |     |     |     |     |     |     |     |     |     |     |     |     |     |     |
| 1961   | Pierre Noblet                                                                            | Ferrari 250 GT                                                                       | SEB | TAR | NÜR | LEM | PES |     |     |     |     |     |     |     |     |     |     |     |     |     |     |     |     |     |
| 1961   | Pierre Noblet                                                                            | Ferrari 250 GT                                                                       | 3   |     |     |     |     |     |     |     |     |     |     |     |     |     |     |     |     |     |     |     |     |     |
| 1962   | Abarth Pierre Noblet Jean Guichet                                                        | Fiat-Abarth 850 Fiat-Abarth 1000 Alfa Romeo Giulietta Ferrari 250 GT Ferrari 250 GTO | DAY | SEB | SEB | MAI | TAR | BER | NÜR | LEM | TAV | CCA | RTT | NÜR | BRI | BRI | PAR |     |     |     |     |     |     |     |
| 1962   | Abarth Pierre Noblet Jean Guichet                                                        | Fiat-Abarth 850 Fiat-Abarth 1000 Alfa Romeo Giulietta Ferrari 250 GT Ferrari 250 GTO |     |     | 10  | 3   | 9   |     | 7   | 2   | 4   |     |     |     |     |     | 4   |     |     |     |     |     |     |     |
| 1963   | Pierre Noblet Jean Guichet                                                               | Ferrari 250 GTO Ferrari 330LMB                                                       | DAY | SEB | SEB | TAR | SPA | MAI | NÜR | CON | ROS | LEM | MON | WIS | TAV | FRE | CCE | RTT | OVI | NÜR | MON | MON | TDF | BRI |
| 1963   | Pierre Noblet Jean Guichet                                                               | Ferrari 250 GTO Ferrari 330LMB                                                       |     |     |     |     |     |     | 2   |     |     | DNF |     |     |     |     |     |     |     |     |     |     | 1   |     |
| 1964   | Carroll Shelby International Scuderia Ferrari Scuderia St. Ambroeus Scuderia Filipinetti | Shelby Cobra Ferrari 250 GTO Ferrari 275P Ferrari 250LM                              | DAY | SEB | TAR | MON | SPA | CON | NÜR | ROS | LEM | REI | FRE | CCE | RTT | SIM | NÜR | MON | TDF | BRI | BRI | PAR |     |     |
| 1964   | Carroll Shelby International Scuderia Ferrari Scuderia St. Ambroeus Scuderia Filipinetti | Shelby Cobra Ferrari 250 GTO Ferrari 275P Ferrari 250LM                              | DNF | DNF | DNF |     | 2   |     | 2   |     | 1   |     |     |     |     |     |     |     | 2   |     |     | DNF |     |     |
| 1965   | Scuderia Ferrari North American Racing Team                                              | Ferrari 275P2 Ferrari 330P2 Ferrari 365P2                                            | DAY | SEB | BOL | MON | MON | RTT | TAR | SPA | NÜR | MUG | ROS | LEM | REI | BOZ | FRE | CCE | OVI | NÜR | BRI | BRI |     |     |
| 1965   | Scuderia Ferrari North American Racing Team                                              | Ferrari 275P2 Ferrari 330P2 Ferrari 365P2                                            |     |     |     |     | 1   |     | DNF |     | 2   |     |     | DNF | 1   |     |     |     |     |     |     |     |     |     |
| 1966   | Scuderia Ferrari Maranello Concessionaires                                               | Ferrari Dino 206S Ferrari 330P3                                                      | DAY | SEB | MON | TAR | SPA | NÜR | LEM | MUG | CCE | HOK | SIM | NÜR | ZEL |     |     |     |     |     |     |     |     |     |
| 1966   | Scuderia Ferrari Maranello Concessionaires                                               | Ferrari Dino 206S Ferrari 330P3                                                      |     |     |     | 2   | 6   |     | DNF |     |     |     |     |     |     |     |     |     |     |     |     |     |     |     |
| 1967   | North American Racing Team Scuderia Ambroeus Scuderia Filipinetti                        | Ferrari 412P Ferrari Dino 206S                                                       | DAY | SEB | MON | SPA | TAR | NÜR | LEM | HOK | MUG | BRH | CCE | ZEL | OVI | NÜR |     |     |     |     |     |     |     |     |
| 1967   | North American Racing Team Scuderia Ambroeus Scuderia Filipinetti                        | Ferrari 412P Ferrari Dino 206S                                                       | 3   | DNF | DNF |     | DNF |     | DNF |     |     |     |     |     |     |     |     |     |     |     |     |     |     |     |
| 1968   | Porsche Alpine                                                                           | Porsche 911 Alpine A220                                                              | DAY | SEB | BRH | MON | TAR | NÜR | SPA | WAT | ZEL | LEM |     |     |     |     |     |     |     |     |     |     |     |     |
| 1968   | Porsche Alpine                                                                           | Porsche 911 Alpine A220                                                              |     |     |     | 10  |     | 26  |     |     |     | DNF |     |     |     |     |     |     |     |     |     |     |     |     |
| 1969   | Matra                                                                                    | Matra MS650 Matra MS630                                                              | DAY | SEB | BRH | MON | TAR | SPA | NÜR | LEM | WAT | ZEL |     |     |     |     |     |     |     |     |     |     |     |     |
| 1969   | Matra                                                                                    | Matra MS650 Matra MS630                                                              |     |     |     | DNF |     |     |     | 5   | DNF |     |     |     |     |     |     |     |     |     |     |     |     |     |